# Chlebowo (powiat obornicki)
Chlebowo – wieś w Polsce położona w województwie wielkopolskim, w powiecie obornickim, w gminie Ryczywół.
W drugiej połowie XIX wieku z terenów leśnych wydzielono obszar 4,3 ha i urządzono tu park leśny. Znajdują się w nim dorodne okazy sosen i dębów. Na grzbiecie wydmy stoi dawny dwór, potem własność Pilskich Fabryk Mebli i ich ośrodek kolonijny z basenem (obecnie własność prywatna). Dawny folwark pełni rolę Zakładu Górniczego Chlebowo (wydobycie torfu). Po gorzelni pozostał m.in. komin. W obrębie tego założenia rośnie dąb o obwodzie pnia 390 cm. Część zabudowań wykorzystuje Koło Łowieckie nr 53 Jeleń z Obornik.
Na południe od wsi znajduje się rezerwat przyrody Bagno Chlebowo (torfowiska).